# José Guardiola
José Guardiola Díaz de Rada (Barcellona, 22 ottobre 1930 – Barcellona, 9 aprile 2012) è stato un cantante spagnolo.
Ha partecipato all'Eurovision Song Contest 1963 con il brano Algo Prodigioso, in rappresentanza della Spagna, classificandosi al dodicesimo posto.

## Album
- 1961 - Una nueva melodia (Odeon, OLP 236)
- 1963 - El dia mas largo (Odeon, OLP 297)
- 1976 - Recordando a Artur Kaps (Gramusic, GM 558)
- 1976 - José Guardiola (Vergara, 7.020)
- 1976 - Desde Mexico (Olympo, L-485)
- 1981 - Asì canta Jose Guardiola (EMI-Odeon, 10C 150-021.789/90)
- 1998 - 40 aniversario (Pequeñas Cosas, PCCD-0010)
- - La balada del vagabundo (Vergara, BL-v-222)
- - Viento del sur (Odeon, OLP-217)
- - Amore musica y romantica (Ariola Records, 76 763 IU)
- - José Guardiola (Vergara, DL-022)
- - José Guardiola canta los éxitos del festival de la canción mediterránea (Vergara, BL-Ve-211)